# Eryphanis zolvizora
Eryphanis zolvizora är en fjärilsart som beskrevs av William Chapman Hewitson 1876. Eryphanis zolvizora ingår i släktet Eryphanis och familjen praktfjärilar. Inga underarter finns listade i Catalogue of Life.

## Bildgalleri

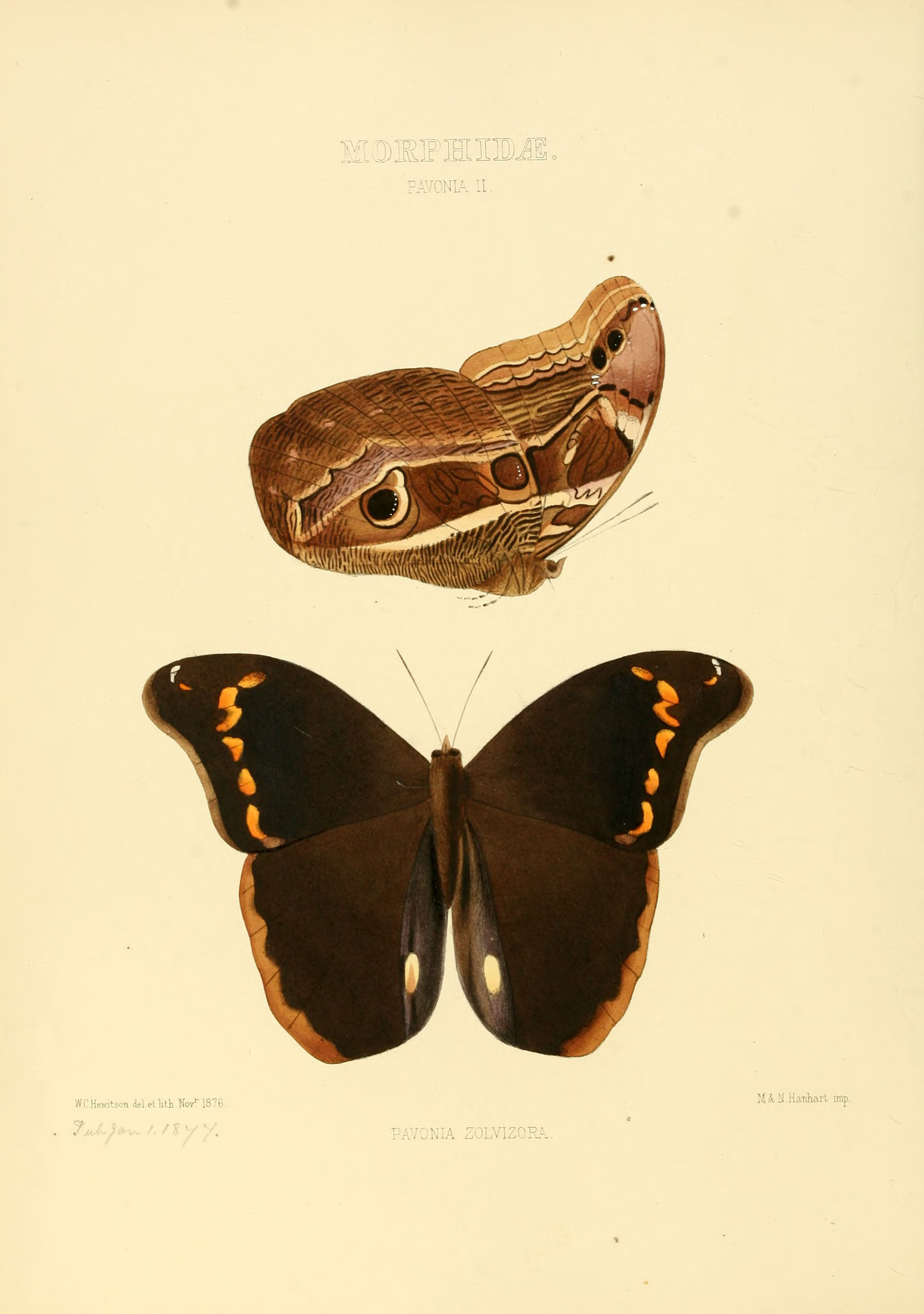